# Здеслав Врдоляк
Здеслав Врдоляк (15 березня 1971) — хорватський ватерполіст.
Призер Олімпійських Ігор 1996 року, учасник 2008 року.
Чемпіон світу з водних видів спорту 2007 року.